# Antonínova Výšina
Antonínova Výšina je malá vesnice, část obce Vojtanov v okrese Cheb v Karlovarském kraji. Nachází se asi tři kilometry jižně od Vojtanova. Prochází zde silnice I/64. V roce 2011 zde trvale žili čtyři obyvatelé.
Antonínova Výšina leží v katastrálním území |Mýtinka u Poustky o výměře 2,76 km².

## Historie
První písemná zmínka o vesnici pochází z roku 1395.

## Obyvatelstvo
| Rok            | 1869 | 1880 | 1890 | 1900 | 1910 | 1921 | 1930 | 1950 | 1961 | 1970 | 1980 | 1991 | 2001 | 2011 | 2021 |
| -------------- | ---- | ---- | ---- | ---- | ---- | ---- | ---- | ---- | ---- | ---- | ---- | ---- | ---- | ---- | ---- |
| Počet obyvatel | 0    | 0    | 0    | 21   | 14   | 0    | 32   | 0    | 0    | 0    | 0    | 3    | 4    | 4    | 6    |
| Počet domů     | 0    | 0    | 0    | 4    | 3    | 3    | 4    | 0    | 0    | 0    | 0    | 2    | 4    | 5    | 3    |

## Obecní správa
Antonínova Výšina vznikla k 1. lednu 1992 jako část obce Vojtanov v okrese Cheb.